# Lycoming T53

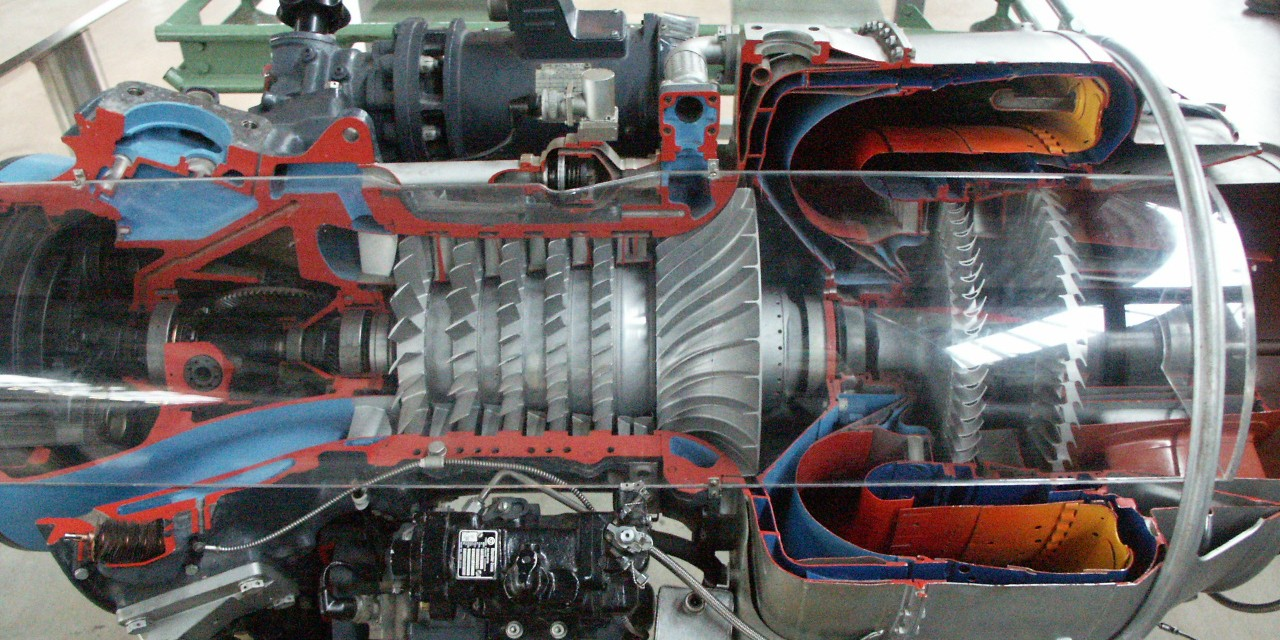
Lycoming T53 (Abtrieb links über Untersetzungsgetriebe, ältere Variante mit zwei Turbinenstufen)

Die Lycoming T53 (Werksbezeichnung LTC1) ist eine Wellenturbine des US-amerikanischen Herstellers Lycoming, die seit den 1950er-Jahren in Hubschraubern und Starrflügelflugzeugen eingesetzt wird sowie in den 1970er Jahren versuchsweise auch in acht Diesellokomotiven der Deutschen Bundesbahn Verwendung fand. Eine auf der T53 basierende maßstäblich vergrößerte Entwicklung ist die T55.

## Geschichte
Konstruiert wurde das Triebwerk von Anselm Franz, der bereits während des Zweiten Weltkriegs für die Entwicklung des Jumo 004 zuständig war. Die T53 wurde vor dem Hintergrund eines gemeinsamen Vertrags von Lycoming mit der US Air Force und der US Army entwickelt und bis 1993 in etwa 19.000 Exemplaren hergestellt. Bis dahin wurden zusammen rund 46 Millionen Betriebsstunden angesammelt.
Herstellungslizenzen werden gehalten von Rolls-Royce Deutschland, Piaggio in Italien und Kawasaki in Japan.
Bislang wurden von Rolls-Royce über 420 dieser T53-Triebwerke für die Bundeswehr gefertigt. Reparatur und Überholung sowie technische und logistische Services stellt die Firma ebenfalls für dieses Triebwerk.

## Versionen
T53-L-1A und L-1BGrundausführung für Hubschrauber, 645 kW (860 WPS)
T53-L-3Propellerturbine für Starrflügler, 739 kW (1005 WPS)
T53-L-5Hubschrauberturbine, 739 kW (1005 WPS)
T53-L-7für Starrflügler, 846 kW (1150 WPS)
T53-L-9für Hubschrauber, 846 kW (1150 WPS)
T53-L-11615 kW (825 WPS)
T53-L-13erste Variante mit vier Turbinenstufen statt zwei in den früheren Versionen. Unterschiedliche Treibstoffe verwendbar. Eingesetzt in Bell UH-1M, UH-1H und AH-1F HueyCobra sowie versuchsweise in acht Diesellokomotiven der DB-Baureihe 210
T5312A und BVersionen für den zivilen Einsatz
T53-L-701„Split Power“-Untersetzungsgetriebe, 1044 kW (1400 WPS)
T53-L-703Verbesserte Langzeithaltbarkeit, 1343 kW (1800 WPS)
LTC1K-4KL-13 mit Direktantrieb, Einbau ist möglich für den Betrieb zwischen 105° nach oben und 90° nach unten geneigt.
T5317Averbesserte L-13

## Einsatz
- Bell AH-1 HueyCobra
- AIDC T-CH-1
- AIDC XC-2
- Bell 204
- Bell 205
- Bell 214
- Bell XV-15
- Vertol VZ-2 (YT53)
- Canadair CL-84
- Doak VZ-4
- EFW C-3605
- Kaman HH-43 Huskie
- Kaman K-MAX
- Grumman OV-1 Mohawk
- Bell UH-1 Iroquois
- Ryan VZ-3 Vertiplane
- Nor-Tech HP Speedboats
- DB-Baureihe 210

## Technische Daten
Gelten für die Version L-13 und L-701
| Kenngröße               | Daten |
| ----------------------- | --- |
| Typ                     | Wellenturbine (mit freilaufender Abtriebswelle) |
| Verdichter              | Fünfstufiger Axialverdichter und einstufiger Radialverdichter. Verdichtungsverhältnis 7,2:1, Massenfluss: 5,53 kg/s bei einer Drehzahl von 21.150 min−1 des Turbinenteils.                                                   |
| Brennkammer             | Ringbrennkammer mit Umkehr der Gasführung, 22 Einspritzdüsen |
| Treibstoff              | ASTM A-1, MIL-J-5624, MIL-F-26005A, JP-1, JP-4, JP-5, CITE |
| Turbine                 | Vierstufige Axialturbine; zwei Stufen treiben die Verdichter an und zwei Stufen wirken auf das Untersetzungsgetriebe. Die Arbeitswelle (Abtrieb) befindet sich normalerweise vorn, kann jedoch auch wahlweise hinten sitzen. |
| Max. Durchmesser        | 0,584 m |
| Länge                   | 1,209 m |
| Gewicht (trocken)       | 312 kg |
| Nominale Wellenleistung | 1082 kW (1451 WPS) |